# 青葉の森スポーツプラザ野球場
青葉の森スポーツプラザ野球場（あおばのもりスポーツプラザやきゅうじょう）は、千葉県千葉市中央区の青葉の森公園内にある野球場である。

## 概要
球場施設は千葉県より管理許可を得て千葉市が所有し、テルウェル東日本ならびにスポーツクラブNASが指定管理者として運営・管理を行っている。
夏の全国高等学校野球選手権千葉大会の会場として使用されるほか、千葉県大学野球連盟や東都大学準硬式野球連盟のリーグ戦の使用実績もある。

## 歴史
1987年の青葉の森公園開園とともに開場した。
開場前には球場に程近い千葉寺付近に千葉寺球場があったが、当球場と入れ替わるように閉鎖された。
前述の全国高等学校野球選手権千葉大会においては、2023年を除き、千葉寺球場に代わり使用されている。

## 球場データ
- 敷地面積：18,500m2
- 建築面積：4,499m2
- グラウンド：土(内野)、芝(外野)
- グラウンド規模：両翼91.4m、中堅118.9m
- 照明設備：なし
- スコアボード：手書き式
- 収容人員：15,000人

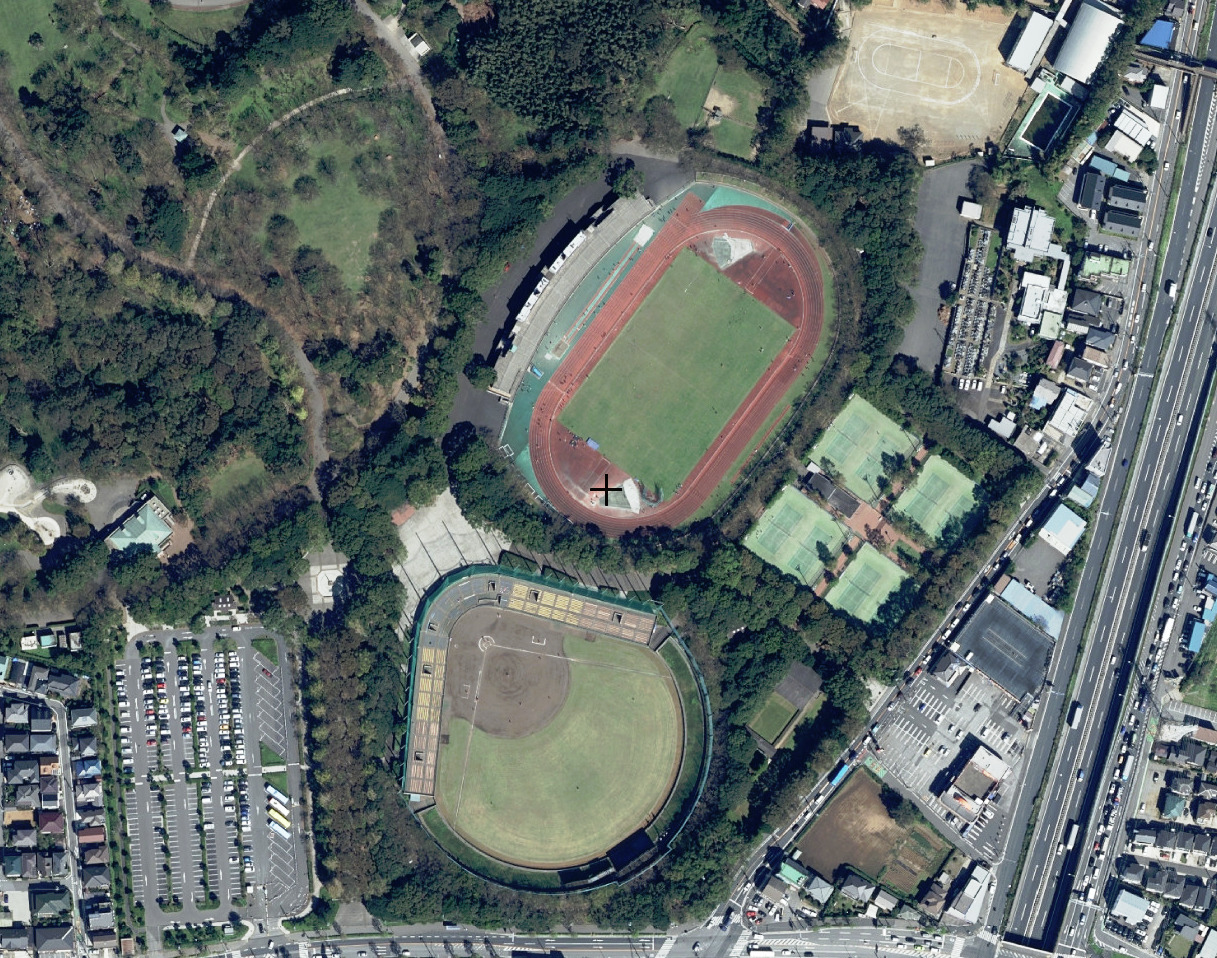
空撮 左が当野球場

## アクセス

### 鉄道
- 京成千原線 千葉寺駅より徒歩約15分。

### バス
- JR東日本・千葉都市モノレール 千葉駅より千葉中央バス。「誉田駅」行、「千葉リハビリセンター」行、「鎌取駅」行、「白旗」行、「蘇我駅東口」行（県庁・星久喜台経由）、「大宮団地」行（県庁・星久喜台経由）で、「青葉の森スポーツプラザ」下車、徒歩約1分。
- JR東日本 蘇我駅より千葉中央バス。「千葉駅」行 （星久喜台・県庁経由）で、「青葉の森スポーツプラザ」下車、徒歩1分。または「千葉ポートタワー」行（矢作経由）で、「松ヶ丘十字路」下車、徒歩約3分。

### 自動車
- 京葉道路 松ヶ丘ICより約5分。
- 千葉東金道路 千葉東ICより約10分。